# 931
Cette page concerne l'année 931  du calendrier julien. Pour l'année 931 av. J.-C., voir 931 av. J.-C.
L'année 931 est une année commune qui commence un samedi.

## Événements
- 25 mars : prise de Ceuta par le califat de Cordoue[1]. Le gouverneur du Maroc Musa Ibn Abi-l-'Afya' fait allégeance à l'Omeyyade Abd al-Rahman III au détriment des Fatimides[2].

- Mardavij ben Ziyar, après avoir tué Asfar, prend Hamadan, Dinavar et Ispahan[3].
- Nyaung-U Sawrahan devient roi de Pagan en Birmanie († 964)[4].

### Europe
- Raoul de Bourgogne reçoit à Vienne au début de l'année la soumission de Charles-Constantin pour le comté de Vienne au détriment de l'accord de 928 qui donnait le Viennois à Eudes, fils d'Herbert II de Vermandois[5].
- 15 mars : début du pontificat de Jean XI (fin en 936)[6]. Il est le fils bâtard de Marozie et du pape Serge III. Il subit la domination de sa mère et favorise les réformes d’Odon de Cluny.
- 24 mars : Raoul de Bourgogne est à Saint-Martin de Tours auprès de son beau-frère Hugues le Grand ; ils s'allient contre Herbert II de Vermandois[7].
  - Boson, frère de Raoul, prend Châlons et l'incendie pour se venger de son évêque Beuves, qui a exercé des cruautés sur plusieurs de ses gens. Le roi Raoul et Hugues le Grand s'emparent de Reims et placent Artaud sur le siège archiépiscopal au détriment de Hugues, un autre fils de Herbert de Vermandois, puis reprennent Laon, défendue par la femme d'Herbert ; Raoul doit retourner en Bourgogne pour régler le conflit qu'a déclenchée la prise d'Avallon par sa femme Emma au comte Gilbert de Dijon[7]. Herbert se rend auprès d'Henri l’Oiseleur pour solliciter son aide, mais celui-ci ne désire pas entrer en conflit avec Raoul[5].

- Juillet - août : après la mort de son épouse Oneca Sanchez, le roi Alphonse IV de León abdique en faveur de son frère Ramire II et se retire dans un couvent[8].
- Août : mort de Christophoros, fils de l'empereur byzantin Romain Ier[9].

- 29 septembre (Saint Michel) : révolte des Bretons de Cornouaille contre les Normands. Ils tuent leur chef Félécan. Le chef des Vikings de la Loire Incon de Nantes réprime le mouvement et s'empare du pays[10]. Le fils de Rollon, Guillaume Ier Longue-Épée, vainc les comtes bretons Alain Barbe-Torte et Juhel Bérenger de Rennes[11]. Alain Barbetorte repart en exil en Angleterre[12].

- 7 octobre : Raoul de Bourgogne est au palais de Compiègne ; il part passer l'hiver en Bourgogne pour combattre ses vassaux révoltés Gilbert de Dijon et Garnier de Sens qui se soumettent (932)[7].
- 17 octobre : Boson d'Arles est attesté comme marquis de Toscane[13] après que Lambert de Toscane ait été déposé et aveuglé par son demi-frère Hugues d'Arles.

- 6 novembre : couronnement de Ramire II de León (fin de règne en 951)[8].

- 28 décembre : Raoul de Bourgogne est à Auxerre ; Anseïs de Troyes est attesté comme archichancelier à la place d'Abbon de Soissons[7].

- Début du règne d'Éric Ier de Norvège (fin en 954)[14].
- Hugues d'Arles, avec l'aide de navires byzantins, lance une expédition contre les musulmans du Fraxinet, dans le massif des Maures[15].
- Le prince Časlav Klonimirović restaure l'indépendance des Serbes vis-à-vis des Bulgares avec le soutien de Byzance[16].